# Horstfelde

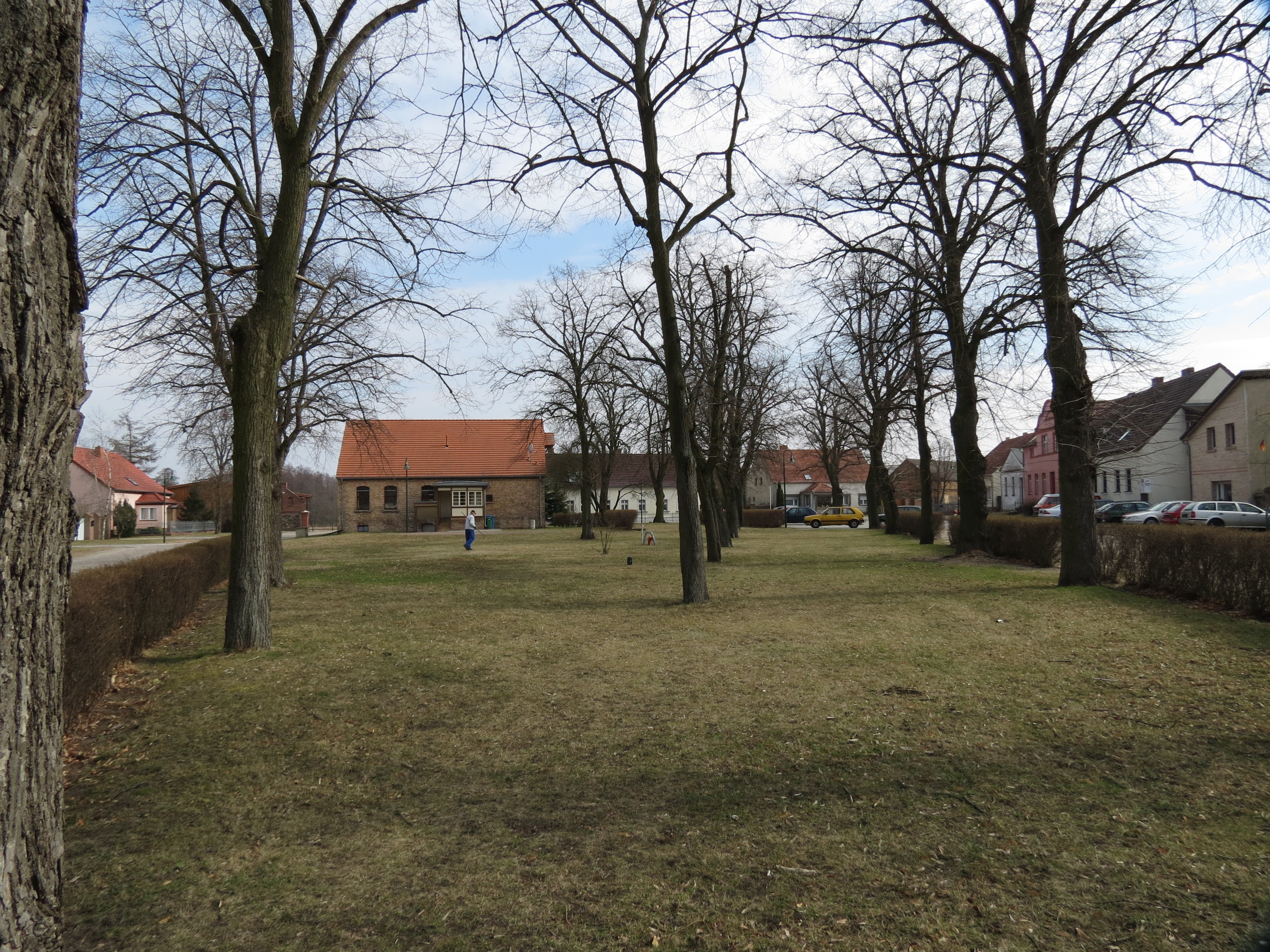
Horstfelde, Blick in die Dorfaue von Nordwesten

Horstfelde (bis 1937 Dergischow) ist Ortsteil der Stadt Zossen im brandenburgischen Landkreis Teltow-Fläming in Deutschland.
Zum 31. Dezember 1997 hatte sich Horstfelde zunächst mit den Gemeinden Glienick und Schünow zur neuen (Groß-)Gemeinde Glienick zusammengeschlossen. 2003 wurde Glienick mit Horstfelde im Zuge der Gemeindereform in Brandenburg per Gesetz in die Stadt Zossen eingegliedert. Es gehörte zum Zeitpunkt der ersten urkundlichen Nennung zur Herrschaft Zossen.

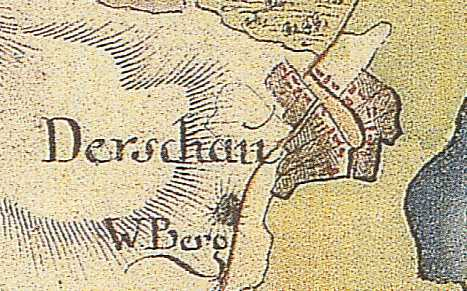
Dergischow/Horstfelde auf der Schmettauschen Karte von 1767/87

## Geographische Lage
Horstfelde liegt südwestlich der Kernstadt Zossen. Es grenzt im Westen an Schünow, im Norden an Glienick, im Nordosten an Nächst Neuendorf (alle drei Orte sind Ortsteile der Stadt Zossen) und im Südosten an die Gemarkung der Kernstadt Zossen. Südlich angrenzend liegt die Gemarkung von Saalow, einem Ortsteil der Gemeinde Am Mellensee. Die Gemarkung hat eine Fläche von 838 Hektar, hier lebten Ende Dezember 2010 367 Menschen.

## Geschichte

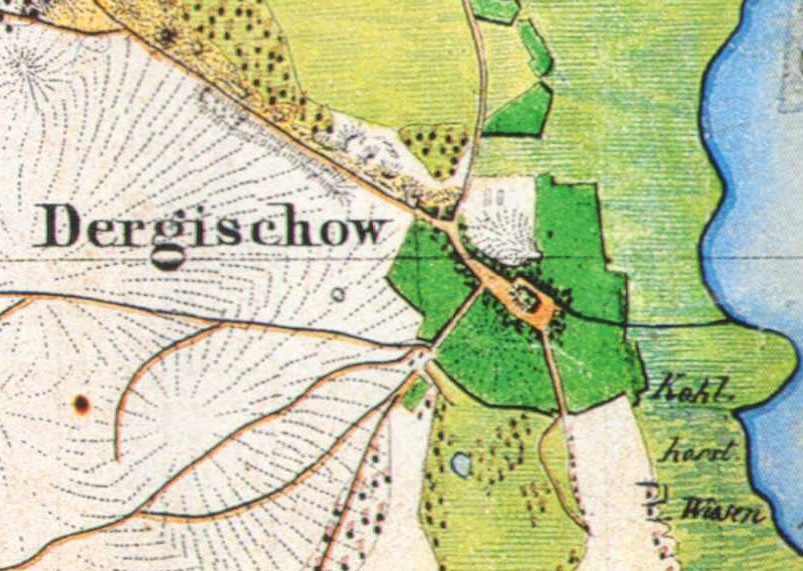
Dergischow/Horstfelde auf dem Urmesstischblatt von 1840

### Ortsname
Der Ort hieß bis 1937 Dergischow und wurde 1430 als Dergischaw erstmals urkundlich erwähnt. Nach der Dorfstruktur war es ein Runddorf. Den Namen deutet Gerhard Schlimpert als slawischer Herkunft, als „Ort/Stelle, wo der Flachs geriffelt wird“. Eine ältere Deutung als Ableitung von einem Personennamen *Dargoš, wegen eines Beleges von 1655 als Dargisow hält er für unwahrscheinlich. Am 20. Oktober 1937 wurde Dergischow im Rahmen der nationalsozialistischen Germanisierung sorbischstämmiger Ortsnamen in „Horstfelde“ umbenannt. Seinen ursprünglichen Namen erhielt es auch nach dem Ende des Zweiten Weltkrieges nicht zurück.

### Ortsgeschichte
Nach dem Erbregister des Amtes Zossen von 1583 hatte das Dorf „seit alters“ 24 Hufen, die von elf Bauern bewirtschaftet wurden. Der Lehnschulze hatte vier Hufen, die zehn anderen Bauern je zwei Hufen. Jede Hufe maß neun Morgen und 230 Quadratruten und entspricht ungefähr 4,1 Hektar. Die Hufen waren vergleichsweise klein, und die Hufeneinteilung entsprach somit anderer Dörfern, nur dass hier eine Hufe als zwei Hufen gerechnet sind. Es waren vier Kossäten im Dorf ansässig, von denen einer sogar einen relativ großen Landbesitz mit sechs Morgen und 169 Quadratruten hatte. Die Abgaben gingen zum größten Teil an das Amt Zossen.
1515 bis 1536 bezogen die Bellin zu Mittenwalde den Zins und Renten von zwei Zweihüfnerbauern sowie die Dienste und den Zehnt von zwei Kossäten, die allerdings 1515 zu einem Hof zusammengelegt worden waren. Diese Besitztitel waren 1536 an die von Bardeleben zu Großziethen und Kleinziethen gekommen. Seit dem 17. Jahrhundert war dieser Anteil wieder an das Amt Zossen gekommen. Die Hüfner mussten mit Gespann Fuhren und Ackerdienste zum Amt leisten, die Kossäten nur Handdienste. Die Dienste waren auf dem Glienicker Weinberg und zur Ausbesserung von Wegen und Dämmen zu leisten. 1624 werden zusätzlich zu den Bauern und Kossäten ein Hirte und ein Laufschmied genannt.
Der Dreißigjährige Krieg scheint Dergischow nicht so schlimm wie andere Dörfer der näheren Umgebung getroffen zu haben. 1652 werden bereits wieder elf Bauern genannt. 1655 sind neben den Bauern auch wieder vier Kossäten ansässig; das Dorf hatte außerdem Fischereirechte, vermutlich im Horstfelder See. 1711 erwähnen Aufzeichnungen neben den elf Bauern, drei Kossäten, einen Laufschmied, einen Hirten, einen Knecht und zwei Paar Hausleute. 1745 wird erstmals der Krug genannt, der vom Schulzen betrieben wurde. Auf der Schmettauschen Karte von 1767/87 ist südwestlich des Ortes ein Weinberg verzeichnet. 1771 zählte der Ort 14 Giebel (= Wohnhäuser), 1801 23 Feuerstellen (= Haushaltungen) bei 130 Einwohnern. 1840 waren es im Dorf bereits 26 Wohngebäude, 1860 31 Wohngebäude und 46 Wirtschaftsgebäude. Allerdings brannte der Ort 1859 fast völlig ab. 1890 erhielt der Ort Anschluss an die Straße von Zossen nach Groß Schulzendorf, die heutige L79. 1908 wurde zwischen Saalow und Dergischow eine Straße gebaut. 1900 und 1931 gab es 43 Wohnhäuser.
1953 wurde in Horstfelde eine LPG vom Typ III gegründet, die 1955 mit 14 Mitgliedern 137 Hektar Nutzfläche bewirtschaftete. 1961 hatte die LPG 70 Mitglieder bei 478 Hektar bewirtschafteter Nutzfläche. 1972 übernahm die Kooperative Abteilung Pflanzenproduktion Nächst Neuendorf auch die Landwirtschaftlichen Nutzflächen der LPG's Schünow, Horstfelde und Mellensee. Im Ort verblieb die LPG (Tierproduktion) Horstfelde. Aus einem Resthof mit 80 Hektar, der von der LPG Horstfeld bewirtschaftet wurde, entstand 1991 das Gestüt Horstfelde.
Bevölkerungsentwicklung von 1583 bis 2001 (1734 bis 1971 aus dem Historischen Ortslexikon, 1981 bis 2001 aus dem Historischen Gemeindeverzeichnis).
| Jahr | Einwohner                             |
| ---- | ------------------------------------- |
| 1583 | ca. 60 bis 75 (11 Bauern, 4 Kossäten) |
| 1734 | 112                                   |
| 1772 | 138                                   |
| 1801 | 130                                   |
| 1817 | 116                                   |
| 1840 | 158                                   |
| 1858 | 184                                   |
| 1895 | 245                                   |
| 1925 | 231                                   |
| 1939 | 305                                   |
| 1946 | 432                                   |
| 1964 | 325                                   |
| 1971 | 300                                   |
| 1981 | 311                                   |
| 1991 | 356                                   |
| 1996 | 393                                   |
| 2010 | 367                                   |
| 2022 | 328                                   |

## Politische Geschichte
Zum Zeitpunkt der ersten urkundlichen Nennung gehörte Dergischow zur Herrschaft Zossen, die 1490 vom brandenburgischen Kurfürsten Johann Cicero gekauft und in ein Amt umgewandelt wurde. Das Amt Zossen wurde im Verlauf des 17. Jahrhunderts Bestandteil des Kreises Teltow; es wurde im Jahr 1872 aufgelöst. Der Kreis Teltow bestand bis 1952, als er im Zuge der Kreisreform in der damaligen DDR aufgelöst und in drei kleinere Kreise aufgeteilt wurde. Horstfelde kam damals zum Kreis Zossen (von 1990 bis 1993 Landkreis Zossen).
Nach der Wende schloss sich Horstfelde im Rahmen der neuen Kommunalverfassung des Landes Brandenburg mit elf anderen Gemeinden zum (neuen) Amt Zossen zusammen. 1993 entstand aus den drei Altkreisen Jüterbog, Luckenwalde und Zossen der neue Landkreis Teltow-Fläming. Zum 31. Dezember 1997 schlossen sich Glienick, Horstfelde und Schünow zur neuen (Groß-)Gemeinde Glienick zusammen. Am 26. Oktober 2003 wurde die (Groß-)Gemeinde Glienick per Gesetz in die Stadt Zossen eingegliedert und aufgelöst. Zum selben Zeitpunkt wurde auch das Amt Zossen aufgelöst und die Stadt Zossen amtsfrei. Horstfelde, ebenso Glienick und Schünow wurden eigenständige Ortsteile innerhalb der Stadt Zossen. Gegen die Auflösung der (Groß-)Gemeinde Glienick und deren Eingliederung in die amtsfreie Stadt Zossen erhob die Gemeinde Glienick 2003 Kommunalverfassungsbeschwerde vor dem Verfassungsgericht des Landes Brandenburg, die jedoch 2005 abgelehnt wurde. Ortsvorsteher ist derzeit (2024) Herr Michael Tesch.

## Kirchliche Verhältnisse
Horstfelde hat keine eigene Kirche und hatte wahrscheinlich auch nie eine Kirche, sondern war immer nach Zossen eingepfarrt. 1780 musste der Ort zum Kirchenbau in Zossen 400 Dachsteine heranschaffen.

## Tourismus und Wirtschaft
Horstfelde ist ein „Pferdedorf“. 1991 entstand aus einem Resthof mit 80 Hektar Nutzfläche, und der von der LPG (Tierproduktion) bewirtschaftet wurde, das Gestüt Horstfelde. Außerdem sind zwei weitere Reiterhöfe im Dorf ansässig.
An der B246 zwischen Horstfelde und Schünow wird in einer größeren Grube Sand und Kies abgebaut. Gegenüber dem heutigen aktiven Abbau wird die alte, mit Wasser vollgelaufene Abbaugrube für Wasserskisport genutzt.

## Denkmale

### Bodendenkmale
Die Denkmalliste führt keine Baudenkmale auf, dafür die folgende Bodendenkmale auf:
- Flur 1,2: eine Siedlung der Bronzezeit, den Dorfkern aus dem Mittelalter und der Neuzeit, ein Einzelfund aus der Steinzeit, ein Einzelfund aus der Bronzezeit, eine Siedlung der Steinzeit, eine Siedlung der römischen Kaiserzeit
- Flur 1: ein Gräberfeld der Bronzezeit
- Flur 1: eine Siedlung der Bronzezeit
- Flur 2: eine Siedlung der Urgeschichte
- Flur 2: eine weitere Siedlung der Urgeschichte
- Flur 1: eine dritte Siedlung der Urgeschichte
- Flur 2,3: eine Siedlung der Eisenzeit, eine weitere Siedlung der Urgeschichte
- Flur 3: eine Siedlung der Bronzezeit
- Flur 2: eine weitere Siedlung der Urgeschichte
- Flur 2: eine Siedlung der Bronzezeit, eine weitere Siedlung der Urgeschichte
- Flur 2: eine weitere Siedlung der Bronzezeit, eine Siedlung der Urgeschichte

### Naturdenkmal
In der südlichen Dorflage (vor Saalower Str. 10) steht ein Maulbeerbaum, der wegen seiner wissenschaftlichen Bedeutung für die Dendrologie als Naturdenkmal klassifiziert ist. Weiterhin liegt in der Nähe des Naturschutzgebiets Horstfelder und Hechtsee.

## Belege